# Andrea Blackett

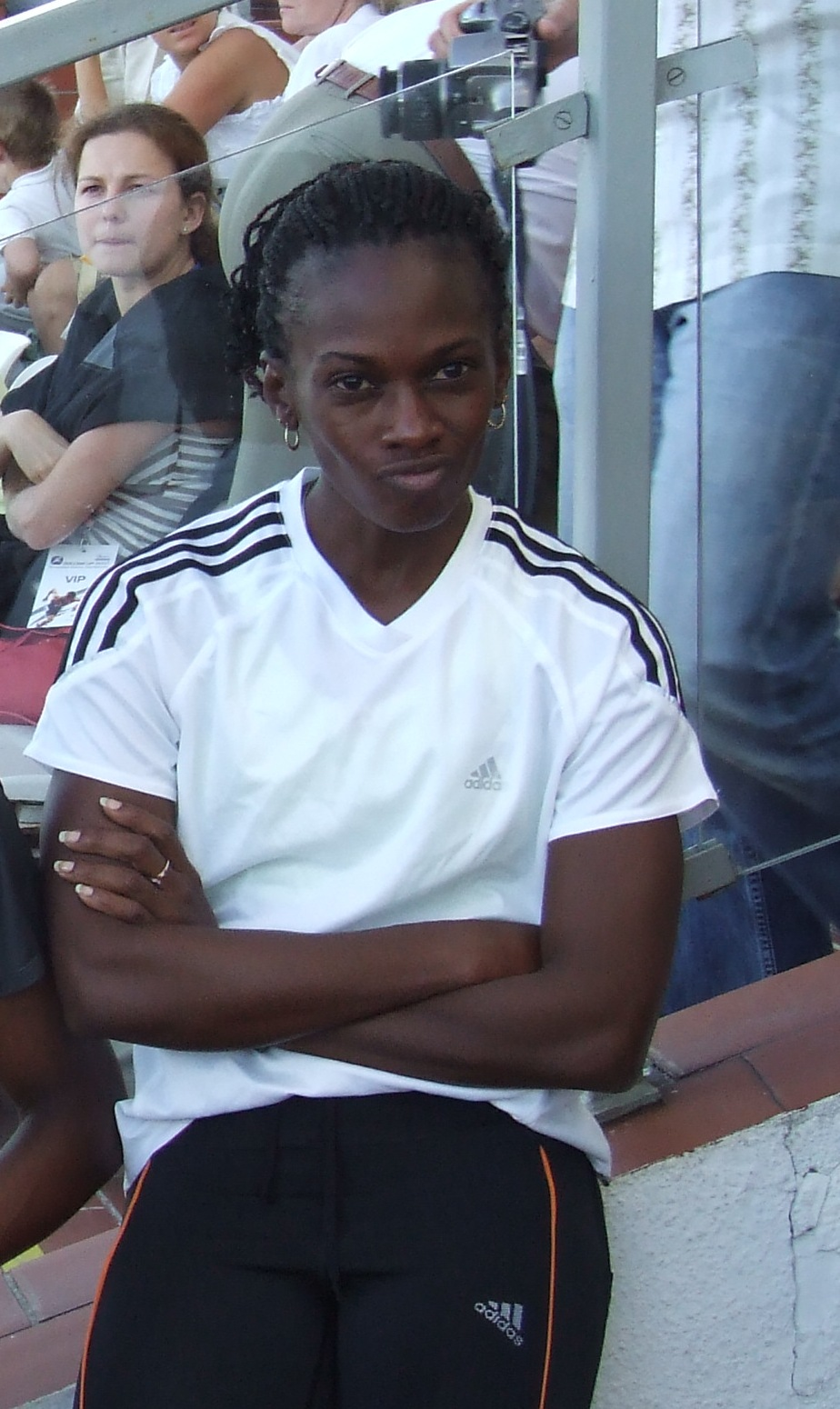
Andrea Blackett 2007 in Bydgoszcz

Andrea Blackett (Andrea Melissa Blackett; * 24. Januar 1976 im London Borough of Bromley, Vereinigtes Königreich) ist eine ehemalige barbadische Hürdenläuferin, die sich auf die 400-Meter-Distanz spezialisiert hatte. Wegen ihrer Sprintstärke wurde sie auch in der 4-mal-400-Meter-Staffel eingesetzt.
1997 siegte sie bei den Zentralamerika- und Karibikmeisterschaften über 400 Meter Hürden und gewann über 100 Meter Hürden Bronze. Bei den Weltmeisterschaften in Athen wurde sie Achte. 1998 folgte einer Silbermedaille bei den Zentralamerika- und Karibikspielen in Maracaibo Gold bei den Commonwealth Games in Kuala Lumpur. Im Jahr darauf verteidigte sie ihren Titel bei den Zentralamerika- und Karibikmeisterschaften. Bei den Panamerikanischen Spielen 1999 in Winnipeg errang sie Silber über 400 Meter und Bronze in der 4-mal-400-Meter-Staffel; bei den Weltmeisterschaften in Sevilla wurde sie Vierte.
2000 erreichte sie bei den Olympischen Spielen in Sydney über 400 Meter Hürden das Halbfinale und schied mit der barbadischen 4-mal-400-Meter-Stafette im Vorlauf aus. Bei den Weltmeisterschaften 2001 in Edmonton kam sie nicht über die erste Runde hinaus.
2003 gewann sie jeweils Bronze bei den Zentralamerika- und Karibikmeisterschaften und den Panamerikanischen Spielen in Santo Domingo und wurde Sechste bei den Weltmeisterschaften in Paris/Saint-Denis. Bei den Olympischen Spielen 2004 in Athen scheiterte sie in der ersten Runde.
2005 gewann sie Silber bei den Zentralamerika- und Karibikmeisterschaften und wurde Sechste bei den Weltmeisterschaften in Helsinki, 2007 wurde sie Fünfte bei den Panamerikanischen Spielen in Rio de Janeiro und schied bei den Weltmeisterschaften in Ōsaka im Vorlauf aus.
Andrea Blackett war 2013 Assistenztrainerin an ihrer Alma Mater, der Rice University.

## Bestzeiten
- 400 m: 53,39 s, 3. Mai 1997, Pointe-à-Pitre
- 60 m Hürden (Halle): 8,37 s, 15. März 2003, Birmingham (ehemaliger barbadischer Rekord)
- 100 m Hürden: 13,39 s, 2. September 2003, Lüttich (ehemaliger barbadischer Rekord)
- 400 m Hürden: 53,36 s, 25. August 1999, Sevilla (barbadischer Rekord)